# Tổng đội Thanh niên xung phong Trường Sơn
Tổng đội Thanh niên xung phong Trường Sơn là một doanh nghiệp đoàn thể trực thuộc Trung ương Đoàn Thanh niên Cộng sản Hồ Chí Minh.

## Hình thành
Tiền thân là một đơn vị sự nghiệp kinh tế được thành lập theo Quyết định số 34/QĐ-TWĐ ngày 3 tháng 1 năm 1998 của Ban Bí thư Trung ương Đoàn trên cơ sở Quyết định số 770/TTg, ngày 20 tháng 12 năm 1994 của Thủ tướng Chính phủ.
Thực hiện văn bản số 18/VPCP ngày 15 tháng 5 năm 1999 của Văn phòng Chính phủ, Tổng đội Thanh niên xung phong Trường Sơn được chuyển đổi thành doanh nghiệp đoàn thể theo Quyết định số 425/QĐ-TWĐ ngày 9 tháng 6 năm 1999 của Ban Bí thư Trung ương Đoàn Thanh niên Cộng sản Hồ Chí Minh.
Thực hiện văn bản số 164/CP-ĐMDN ngày 5 tháng 2 năm 2004 của Thủ tướng Chính phủ về việc cho phép Tổng đội Thanh niên xung phong Trường Sơn áp dụng cơ chế, chính sách đối với Doanh nghiệp Nhà nước hoạt động công ích, ngày 16 tháng 3 năm 2004, Ban Chấp hành Trung ương Đoàn ra Quyết định số 546/QĐ-TƯĐTN v/v chuyển Tổng đội thanh niên xung phong Trường Sơn là doanh nghiệp đoàn thể trực thuộc Trung ương Đoàn Thanh niên Cộng sản Hồ Chí Minh, thành doanh nghiệp được áp dụng cơ chế, chính sách đối với những hoạt động sản xuất, kinh doanh, dịch vụ mang tính công ích như Doanh nghiệp Nhà nước hoạt động công ích.

## Nhiệm vụ
- Tổ chức, tiếp nhận, quản lý và sử dụng lao động tình nguyện của thanh niên để xung kích tham gia các chương trình, dự án kinh tế – xã hội, nhất là ở vùng sâu, vùng xa, vùng miền núi và hải đảo, của Nhà nước giao cho Trung ương Đoàn thực hiện.
- Tổ chức thực hiện một số hoạt động sản xuất, kinh doanh, dịch vụ nhằm tạo thêm nguồn lực cho đơn vị và hỗ trợ cho các đội hình Thanh niên xung phong thực hiện các dự án kinh tế – xã hội ở vùng khó khăn, gian khổ.

## Dự án đường Hồ Chí Minh
- Là đơn vị thực hiện dự án "Tham gia Dự án đường Hồ Chí Minh" – Giai đoạn I với chiều dài 51 Km. Tổng giá trị khối lượng 260 tỷ đồng (16 triệu USD). Đồng thời là đại diện chủ đầu tư xây dựng đường cao tốc đoạn Cam Lộ - Túy Loan (thuộc dự án đường Hồ Chí Minh - Giai đoạn II) 200 Km. Giá trị đầu tư: 2,5 tỷ USD theo hình thức BT (đầu tư - chuyển giao)[2]